# Brendon Hartley
Brendon Hartley (Palmerston North, 10 de novembro de 1989) é um automobilista neozelandês. Ele também compete pela Toyota no Campeonato Mundial de Endurance (WEC) e atua como piloto de simulador da equipe Ferrari de Fórmula 1.
Venceu as 24 Horas de Le Mans em 2017, 2020 e 2022. Entre 2008 e 2010 foi piloto de testes das equipes Red Bull Racing e Toro Rosso. Em 2017 assumiu a vaga de Daniil Kvyat na equipe Toro Rosso no GP dos Estados Unidos até o fim da temporada. O piloto neozelandês correu na temporada de 2018 como companheiro de Pierre Gasly na equipe italiana.

## Carreira
Hartley nasceu em Palmerston North em uma família bem integrada no automobilismo. Seu pai, Bryan, correu em muitas formas de automobilismo, mais notavelmente a Fórmula Atlântica. Aos seis anos de idade, Hartley começou sua carreira em corrida de kart, seguindo seu irmão, Nelson.
Seis anos depois, o jovem neozelandês competiu em seu primeiro campeonato de corrida em grande escala, concorrendo na categoria Formula First. Contra muitos veteranos experientes, Hartley terminou a temporada em sétimo lugar. Em 2003, o jovem de treze anos conseguiu sua primeira grande chance ao vencer o Festival da Fórmula Ford da Nova Zelândia, que resultou em uma partida para o campeonato da Fórmula Ford no ano seguinte. Em um carro usado por seu irmão no ano anterior, ele começou quatro corridas e ganhou dois deles.
Depois de uma temporada na Fórmula Toyota Nova Zelândia, Hartley mudou-se para a Europa, competindo na Eurocup Formula Renault 2.0 e na Copa do Norte da Europa da Fórmula Renault 2.0 (NEC). O neozelandês terminou em 14.º e 10.º no Campeonato de pilotos na Eurocup e na Copa do Norte da Europa, respectivamente, assumindo o pólo em Anderstorp no último. Seu segundo ano na Fórmula Renault o viu ficar na Eurocup, mas passar do NEC para o campeonato italiano. Naquele ano, viu ele conquistar três vitórias na Eurocup e três podiums no campeonato italiano e ter o título de campeonato na Eurocup.
Em 2007, Hartley também fez sua estreia na Fórmula Três no Masters of Formula 3 no evento Zolder, terminando em 4.º. Isso resultou em um teste com a A1 Team New Zealand e o papel do rookie driver para a série.
Em 2008, Hartley competiu no Campeonato britânico de Fórmula 3 para o Carlin Motorsport vencendo cinco vezes e eventualmente terminou o campeonato em terceiro lugar. Ele pode ter colocado mais alto, mas para mais aposentadorias do que seus colegas Jaime Alguersuari e Oliver Turvey. Cada um tinha dois, enquanto Hartley tinha seis. Ele também competiu em oito corridas na Fórmula Três Euroseries para Carlin e RC Motorsport, e conseguiu dois acabamentos nos pontos, embora ele não fosse elegível para os pontos. Em corridas sem campeonato, Hartley terminou em quinto lugar no Masters of Formula 3, e uma sensacional jogada no Grande Prêmio de Macau para terminar em terceiro, depois de bater na corrida de qualificação. Ele começou 20.º na grade e gravou a volta de corrida mais rápida.
Ele ficou com Carlin para o F3 Euroseries completo em 2009, terminando em 11, apesar de perder duas rodadas devido aos compromissos da Fórmula Renault 3.5 Series. Nessa série, Hartley competiu pelo campeão defensor Tech 1 Racing, e terminou no décimo quinto no campeonato. Ele foi confirmado no Tech 1 para uma temporada completa da Fórmula Renault 3.5 em 2010, onde foi associado pelo australiano e companheiro Red Bull Junior, Daniel Ricciardo. Durante as férias de verão da série, foi anunciado que Hartley havia sido retirada da Red Bull Junior Team. Seu assento foi levado pelo líder do campeonato da Fórmula 3 britânico, Jean-Éric Vergne.
Apesar da perda de seu apoio da Red Bull, Hartley fez seu início da série GP2 em Monza em setembro, substituindo Vladimir Arabadzhiev na equipe Coloni. Ele marcou um ponto no final da temporada em Yas Marina para ocupar o 27.º lugar no campeonato.
Para 2011, Hartley voltou à Fórmula Renault 3.5, conduzindo ao lado de Jan Charouz para a equipe Gravity-Charouz Racing. Ele também retornou ao GP2 para a oitava rodada da série no Spa-Francorchamps, substituindo Kevin Mirocha e dirigindo ao lado de Johnny Cecotto Jr. na equipe Ocean Racing Technology, para quem ele testou antes do início da temporada. Ele terminou em quinto lugar em sua primeira corrida com a equipe e 19.º no campeonato geral.
Hartley começou a temporada de 2012 sem um carro, mas voltou para o Oceano para a segunda rodada do campeonato no Bahrain no lugar de Jon Lancaster. Após as duas rodadas no Barém, ele foi substituído por Víctor Guerin. Ele terminou 25.º no campeonato.
Sem unidades adequadas de um único lugar disponíveis, Hartley juntou-se à equipe de carros esportivos Murphy Prototypes, que estava competindo na classe LMP2 na European Le Mans Series. Após o cancelamento da segunda rodada do campeonato ELMS (que teria sido o evento de estreia de Hartley) e o futuro da série em dúvida, Murphy foi uma das várias equipes ELMS convidadas a competir como entrada de convidado nas 6 Horas de Spa-Francorchamps, uma rodada do mais prestigiado FIA World Endurance Championship. Conduzindo o Oreca 03-Nissan da equipe, Hartley terminou o décimo no geral e o terceiro na classe LMP2 com seus colegas Warren Hughes e Jody Firth. O trio se associou novamente às 24 Horas de Le Mans, mas se retirou da corrida depois de completar 196 voltas do circuito.

## Le Mans

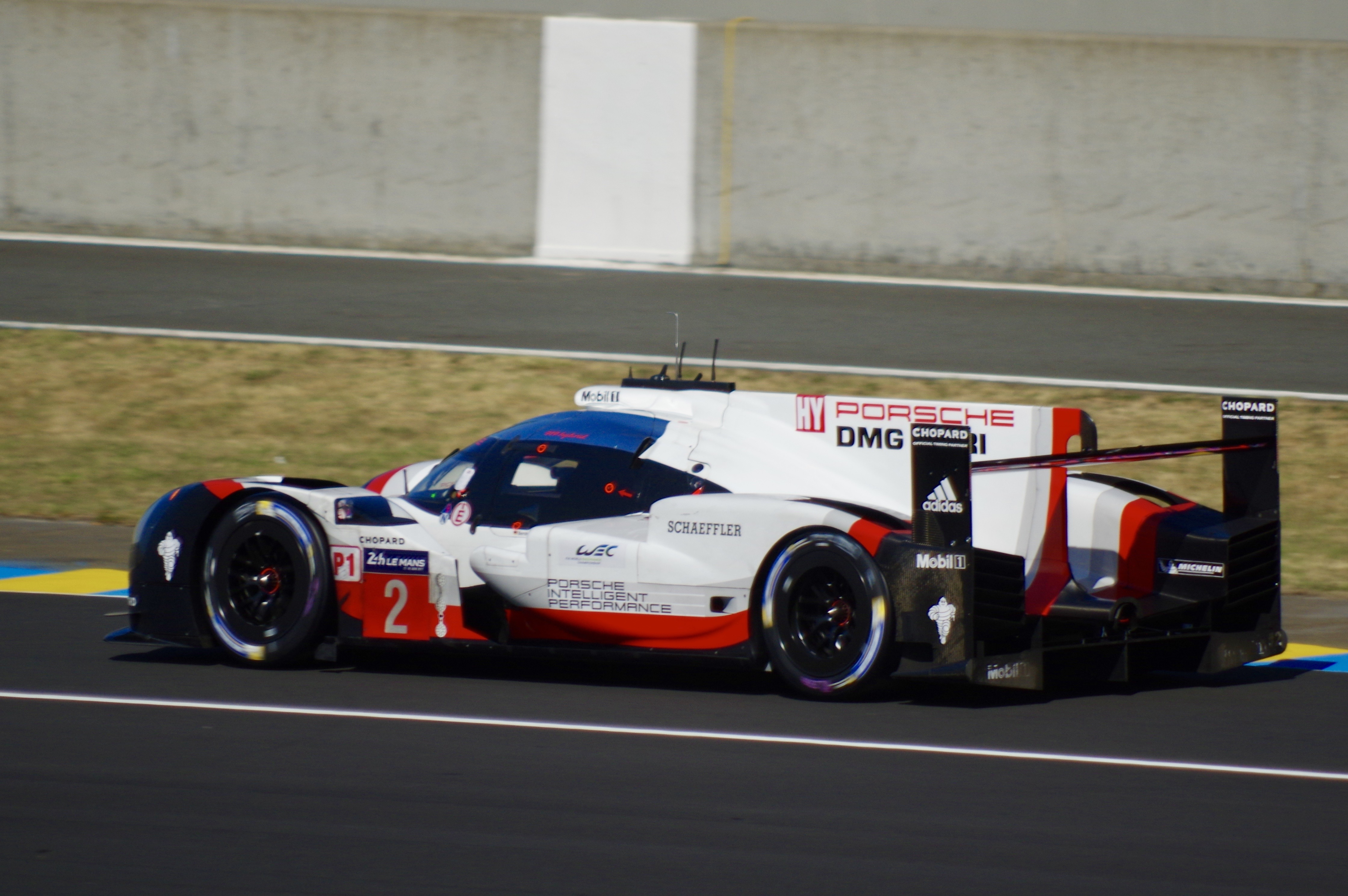
Carro de Hartley nas 24 Horas de Le Mans de 2017.

Hartley foi assinado para dirigir o Oreca 03 para protótipos Murphy na série Le Mans 2012 de 2012 e 2013, bem como nas corridas de 24 horas de Le Mans de 2012 e 2013. Isso também foi complementado com uma unidade na Rolex Sports Car Series para Starworks Motorsport na categoria Protótipo de Daytona em 2013. Ele completou todas as rodadas de uma série naquela série devido a um confronto para a rodada final da Série Le Mans Europeia 2013.
A Porsche o anunciou como motorista de fábrica do Porsche 919 Hybrid no FIA World Endurance Championship. Isso viu um remendo roxo de quatro anos para Hartley vencendo o Campeonato Mundial de Endurance 2015 e 2017 da FIA. Ele também ganhou o 2017 24 Horas de Le Mans e ficou em segundo lugar em 2015 compartilhando o carro com motoristas como Timo Bernhard, o ex-piloto de Fórmula 1 Mark Webber e o colega Kiwi Earl Bamber.
Ele manteve seus laços com a cena de corrida americana dirigindo novamente para o Starworks Motorsport nas Horas de Daytona de 2014 e 2015. No Daytona 24 Hour de 2016, ele dirigiu com a Ford Chip Ganassi Racing. Este laço o viu convidado a dirigir para a equipe Indycar de Chip Ganassi em 2018, mas ele teve que recusar devido a garantir uma unidade na Fórmula 1 com Toro Rosso. O Campeonato 2017 WeatherTech SportsCar o viu fazer três rodadas para Extreme Speed Motorsports dirigindo um Nissan Onroak DPi que culminou em uma vitória no Petit Le Mans de 2017.

## Fórmula 1

### Scuderia Toro Rosso

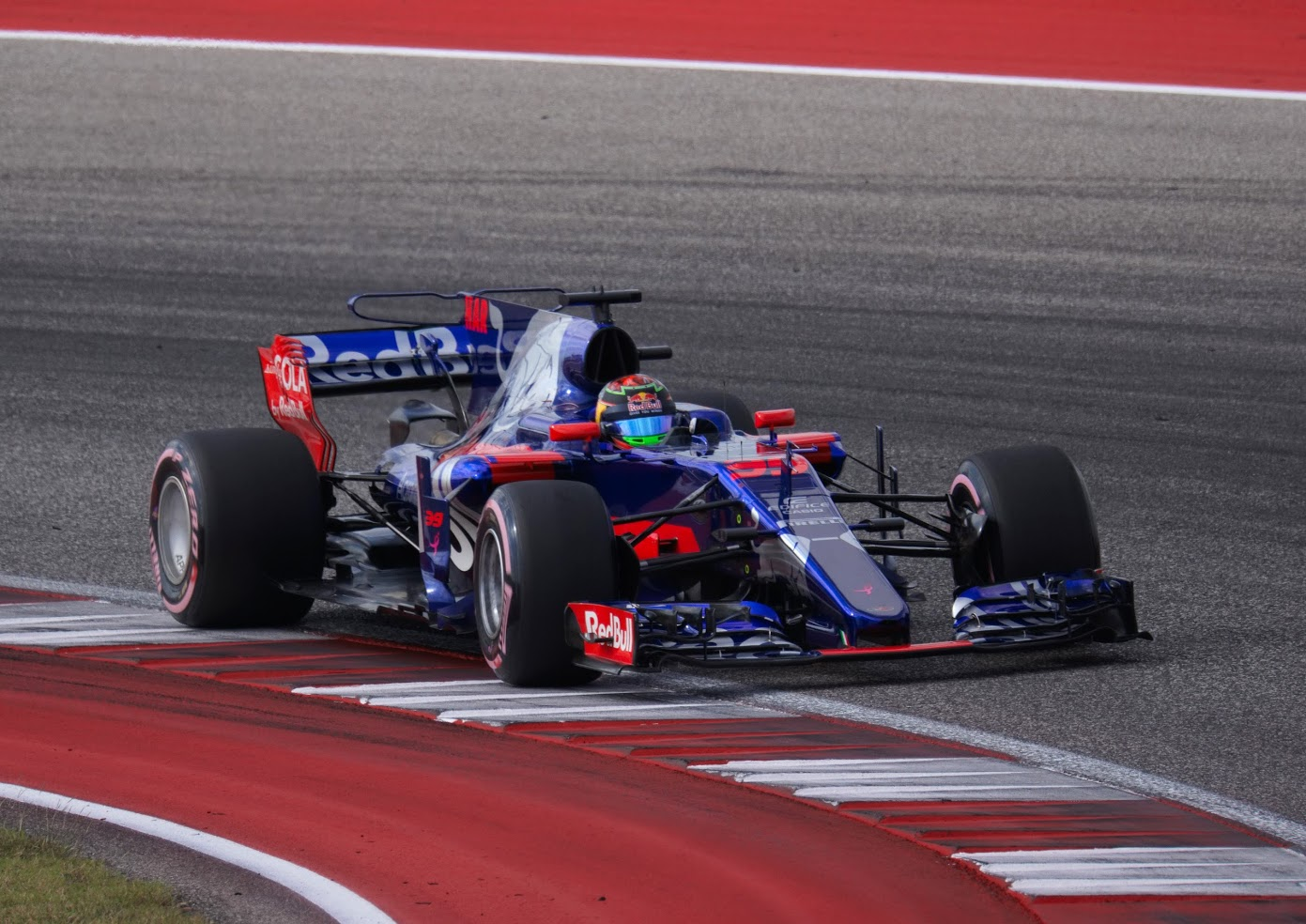
Hartley em sua estréia na Fórmula 1 no Grande Prêmio dos Estados Unidos de 2017 pela Toro Rosso.

Disputou sua primeira corrida na Fórmula 1 para a Scuderia Toro Rosso no Grande Prêmio dos Estados Unidos de 2017, em substituição de Pierre Gasly, que estava ausente para participar a rodada final da Super Fórmula Japonesa; Hartley competiu com o número 39 na primeira corrida. Ele se classificou na 17.ª posição depois de ser eliminado durante o Q1, mas começou a partir da 19.ª posição devido à punição da trocar de motor. Ele terminou a corrida na 13.ª posição, com uma volta a menos ao vencedor da corrida, Lewis Hamilton. Foi confirmado em 26 de outubro que Hartley continuaria sendo o piloto da Toro Rosso pelo resto da temporada, substituindo Daniil Kvyat que tinha sofrido uma série de batidas e também passava por uma mal temporada na F1 em 2017 e ele escolheu 28 como seu número de corrida permanente. Em 16 de novembro de 2017, Hartley foi confirmada pela equipe Toro Rosso como piloto titular, ao lado de Pierre Gasly para a temporada de 2018.
Hartley conquistou seus primeiros pontos na Fórmula 1 ao chegar em 10.º no Grande Prêmio do Azerbaijão de 2018.

## Fórmula E
Após sua saída da Fórmula 1, Hartley se reuniu com a equipe da Porsche para testar antes da estreia da fabricante no campeonato. Em agosto de 2019, foi anunciado que ele faria sua estreia na temporada de 2019–20 com a GEOX Dragon, em parceria com Nico Müller.
Hartley deixou a equipe Dragon com efeito imediato em julho de 2020.

## Resultados
| Temporada | Categoria                              | Equipe                        | Corridas                   | Vitórias                   | Poles                      | V/Rápidas                  | Pódios                     | Pontos                     | Classificação              |
| --------- | -------------------------------------- | ----------------------------- | -------------------------- | -------------------------- | -------------------------- | -------------------------- | -------------------------- | -------------------------- | -------------------------- |
| 2002–03   | Formula First                          |                               | 6                          | 0                          | ?                          | ?                          | 0                          | 335                        | 8.º                        |
| 2003–04   | Formula Ford New Zealand               |                               | 18                         | 6                          | 6                          | 3                          | 9                          | 239                        | 2.º                        |
| 2005      | Toyota Racing Series                   | GVI                           | 15                         | 3                          | 1                          | 2                          | 7                          | 807                        | 3.º                        |
| 2005–06   | Toyota Racing Series                   | Victory Motorsport            | 12                         | 1                          | 0                          | 0                          | 8                          | 711                        | 8.º                        |
| 2006      | Formula Renault 2.0 NEC                | Motopark Academy              | 14                         | 0                          | 0                          | 1                          | 1                          | 151                        | 10.º                       |
| 2006      | Formula Renault 2.0 Europeia           | Motopark Academy              | 14                         | 0                          | 0                          | 0                          | 0                          | 21                         | 13.º                       |
| 2006–07   | Toyota Racing Series                   | Mark Petch Motorsport         | 1                          | 0                          | 0                          | 0                          | 0                          | 0                          | NC                         |
| 2007      | Fórmula Renault 2.0 Europeia           | Epsilon Euskadi               | 14                         | 4                          | 6                          | 4                          | 8                          | 134                        | 1.º                        |
| 2007      | Formula Renault 2.0 Italiana           | Epsilon Euskadi               | 14                         | 1                          | 1                          | 5                          | 5                          | 236                        | 3.º                        |
| 2007      | Fórmula 3 Master                       | Mücke Motorsport              | 1                          | 0                          | 0                          | 0                          | 0                          | N/A                        | 4.º                        |
| 2007      | Grande Prêmio de Macau                 | Carlin Motorsport             | 1                          | 0                          | 0                          | 0                          | 0                          | N/A                        | 12.º                       |
| 2008      | Formula 3 Inglesa                      | Carlin Motorsport             | 22                         | 5                          | 5                          | 4                          | 11                         | 208                        | 3.º                        |
| 2008      | Formula 3 Europeia                     | Carlin Motorsport             | 6                          | 0                          | 0                          | 0                          | 0                          | 0                          | NC†                        |
| 2008      | Formula 3 Europeia                     | RC Motorsport                 | 2                          | 0                          | 0                          | 0                          | 0                          | 0                          | NC†                        |
| 2008      | Formula 3 Master                       | Carlin Motorsport             | 1                          | 0                          | 0                          | 0                          | 0                          | N/A                        | 5th                        |
| 2008      | Grande Pr^mio de Macau                 | Carlin Motorsport             | 1                          | 0                          | 0                          | 1                          | 1                          | N/A                        | 3.º                        |
| 2008      | Fórmula 1                              | Scuderia Toro Rosso           | Piloto de Testes           | Piloto de Testes           | Piloto de Testes           | Piloto de Testes           | Piloto de Testes           | Piloto de Testes           | Piloto de Testes           |
| 2009      | Fórmula 3 Europeia                     | Carlin Motorsport             | 16                         | 1                          | 0                          | 0                          | 1                          | 15                         | 11.º                       |
| 2009      | Grande Prêmio de Macau                 | Carlin Motorsport             | 1                          | 0                          | 0                          | 0                          | 0                          | N/A                        | NC                         |
| 2009      | Formula Renault 3.5 Series             | Tech 1 Racing                 | 13                         | 0                          | 1                          | 3                          | 1                          | 26                         | 15.º                       |
| 2009      | Fórmula 1                              | Scuderia Toro Rosso           | Piloto Reserva e de Testes | Piloto Reserva e de Testes | Piloto Reserva e de Testes | Piloto Reserva e de Testes | Piloto Reserva e de Testes | Piloto Reserva e de Testes | Piloto Reserva e de Testes |
| 2009      | Fórmula 1                              | Red Bull Racing               | Piloto Reserva e de Testes | Piloto Reserva e de Testes | Piloto Reserva e de Testes | Piloto Reserva e de Testes | Piloto Reserva e de Testes | Piloto Reserva e de Testes | Piloto Reserva e de Testes |
| 2010      | Formula Renault 3.5                    | Tech 1 Racing                 | 11                         | 0                          | 0                          | 2                          | 1                          | 50                         | 10.º                       |
| 2010      | Formula Renault 3.5                    | P1 Motorsport                 | 2                          | 0                          | 0                          | 0                          | 0                          | 50                         | 10.º                       |
| 2010      | GP2 Series                             | Scuderia Coloni               | 4                          | 0                          | 0                          | 0                          | 0                          | 1                          | 27.º                       |
| 2010      | Fórmula 1                              | Scuderia Toro Rosso           | Piloto Reserva e de Teste  | Piloto Reserva e de Teste  | Piloto Reserva e de Teste  | Piloto Reserva e de Teste  | Piloto Reserva e de Teste  | Piloto Reserva e de Teste  | Piloto Reserva e de Teste  |
| 2010      | Fórmula 1                              | Red Bull Racing               | Piloto Reserva e de Teste  | Piloto Reserva e de Teste  | Piloto Reserva e de Teste  | Piloto Reserva e de Teste  | Piloto Reserva e de Teste  | Piloto Reserva e de Teste  | Piloto Reserva e de Teste  |
| 2011      | Formula Renault 3.5                    | Charouz Racing System         | 16                         | 0                          | 0                          | 2                          | 3                          | 95                         | 7.º                        |
| 2011      | GP2 Series                             | Ocean Racing Technology       | 4                          | 0                          | 0                          | 0                          | 0                          | 4                          | 19.º                       |
| 2012      | GP2 Series                             | Ocean Racing Technology       | 4                          | 0                          | 0                          | 0                          | 0                          | 1                          | 25.º                       |
| 2012      | Le Mans Europeia                       | Murphy Prototypes             | 2                          | 0                          | 0                          | 1                          | 1                          | 15                         | 10.º                       |
| 2012      | 24 Horas de Le Mans – LMP2             | Murphy Prototypes             | 1                          | 0                          | 0                          | 0                          | 0                          | N/A                        | DNF                        |
| 2012      | Fórmula 1                              | Mercedes AMG Petronas F1 Team | Piloto de Teste            | Piloto de Teste            | Piloto de Teste            | Piloto de Teste            | Piloto de Teste            | Piloto de Teste            | Piloto de Teste            |
| 2013      | Rolex Sports Car                       | Starworks Motorsport          | 11                         | 1                          | 1                          | 2                          | 2                          | 252                        | 12.º                       |
| 2013      | Le Mans Europeia                       | Murphy Prototypes             | 5                          | 1                          | 1                          | 4                          | 2                          | 64                         | 5.º                        |
| 2013      | 24 Horas de Le Mans – LMP2             | Murphy Prototypes             | 1                          | 0                          | 0                          | 0                          | 0                          | N/A                        | 6.º                        |
| 2013      | Fórmula 1                              | Mercedes AMG Petronas F1 Team | Piloto de Testes           | Piloto de Testes           | Piloto de Testes           | Piloto de Testes           | Piloto de Testes           | Piloto de Testes           | Piloto de Testes           |
| 2014      | Campeonato Mundial de Endurance da FIA | Porsche                       | 8                          | 0                          | 1                          | 0                          | 3                          | 64,5                       | 9.º                        |
| 2014      | 24 Horas de Le Mans                    | Porsche                       | 1                          | 0                          | 0                          | 0                          | 0                          | N/A                        | NC                         |
| 2014      | United SportsCar Championship          | Starworks Motorsport          | 1                          | 0                          | 0                          | 0                          | 0                          | 15                         | 55.º                       |
| 2015      | Campeonato Mundial de Endurance da FIA | Porsche                       | 8                          | 4                          | 5                          | 0                          | 6                          | 166                        | 1.º                        |
| 2015      | 24 Horas de Le Mans                    | Porsche                       | 1                          | 0                          | 0                          | 0                          | 0                          | N/A                        | 2.º                        |
| 2015      | United SportsCar Championship          | Starworks Motorsport          | 1                          | 0                          | 0                          | 0                          | 0                          | 23                         | 30.º                       |
| 2016      | Campeonato Mundial de Endurance da FIA | Porsche                       | 9                          | 4                          | 2                          | 0                          | 6                          | 134,5                      | 4.º                        |
| 2016      | 24 Horas de Le Mans                    | Porsche                       | 1                          | 0                          | 0                          | 0                          | 0                          | N/A                        | 13.º                       |
| 2016      | WeatherTech SportsCar Championship     | Ford Chip Ganassi Racing      | 1                          | 0                          | 0                          | 0                          | 0                          | 27                         | 27.º                       |
| 2017      | Campeonato Mundial de Endurance da FIA | Porsche                       | 9                          | 4                          | 2                          | 0                          | 8                          | 208                        | 1.º                        |
| 2017      | 24 Horas de Le Mans                    | Porsche                       | 1                          | 1                          | 0                          | 0                          | 1                          | N/A                        | 1.º                        |
| 2017      | WeatherTech SportsCar Championship     | Extreme Speed Motorsports     | 3                          | 1                          | 0                          | 0                          | 1                          | 80                         | 19.º                       |
| 2017      | Fórmula 1                              | Scuderia Toro Rosso           | 4                          | 0                          | 0                          | 0                          | 0                          | 0                          | 23.º                       |
| 2018      | Fórmula 1                              | Red Bull Toro Rosso Honda     | 21                         | 0                          | 0                          | 0                          | 0                          | 4                          | 19.º                       |

† Hartley não foi elegível para marcar pontos.

### Resultados completos da Fórmula 1
(legenda) 
| Ano  | Equipe                    | Chassis          | Motor                 | 1      | 2      | 3       | 4      | 5      | 6       | 7       | 8      | 9       | 10      | 11     | 12     | 13     | 14      | 15     | 16      | 17     | 18      | 19      | 20     | 21     | Pontos | Posição  |
| ---- | ------------------------- | ---------------- | --------------------- | ------ | ------ | ------- | ------ | ------ | ------- | ------- | ------ | ------- | ------- | ------ | ------ | ------ | ------- | ------ | ------- | ------ | ------- | ------- | ------ | ------ | ------ | -------- |
| 2017 | Scuderia Toro Rosso       | Toro Rosso STR12 | Renault R.E.17 1.6 V6 | AUS    | CHN    | BAR     | RUS    | ESP    | MON     | CAN     | AZE    | AUT     | GBR     | HUN    | BEL    | ITA    | SIN     | MAL    | JAP     | EUA 13 | MEX Ret | BRA Ret | ABU 15 |        | 0      | NC (23º) |
| 2018 | Red Bull Toro Rosso Honda | Toro Rosso STR13 | Honda RA618H 1.6 V6   | AUS 15 | BAR 17 | CHN 20† | AZE 10 | ESP 12 | MON 19† | CAN Ret | FRA 14 | AUT Ret | GBR Ret | ALE 10 | HUN 11 | BEL 14 | ITA Ret | SIN 17 | RUS Ret | JAP 13 | EUA 9   | MEX 14  | BRA 11 | ABU 12 | 4      | 19º      |

† Pilotos que não terminaram o Grande Prêmio mas foram classificados pois completaram 90% da corrida.
‡ Em corridas que não completaram 75% das voltas a pontuação é reduzida pela metade.